# Monte Bello
Monte Bello è un rilievo dei monti Ernici, nel Lazio,  nella provincia di Frosinone, nel comune di Alatri.